# Een gouden eeuw-de kunst der Vlaamse primitieven
Een gouden eeuw-de kunst der Vlaamse primitieven è un documentario del 1953 diretto da Paul Haesaerts, incentrato sul ritratto di otto maestri della pittura fiamminga del XV e XVI secolo.
Nel 1954 è stato presentato alla 4ª edizione del Festival di Berlino dove si è aggiudicato la targa di bronzo.